# Tosafot

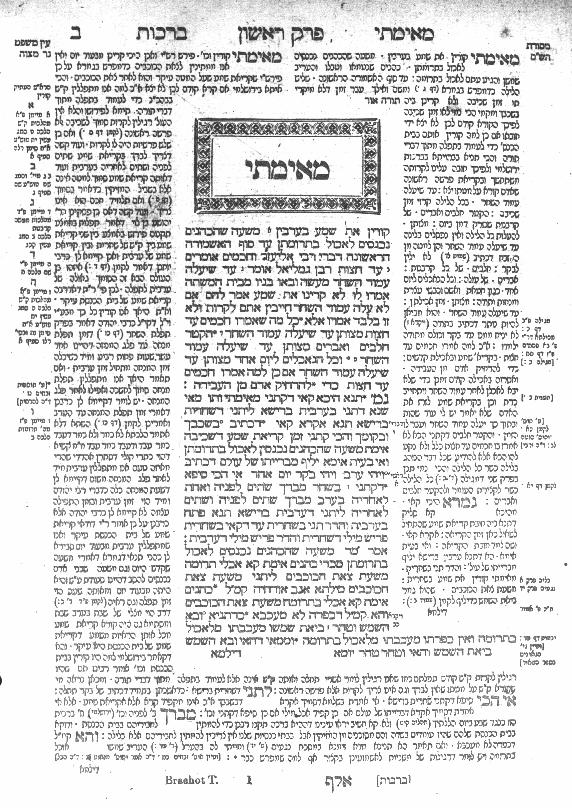
Pàgina del Talmud, tractat Berajot, foli 2a. El text principal és el Talmud. A la dreta, els comentaris de Raixí; a l'esquerra els de Tosafot.

Per Tosafot (en hebreu: תוספות) es coneixen a diversos comentaristes medievals del Talmud. Els seus comentaris apareixen en la majoria de les edicions d'aquesta obra, en el marge oposat als comentaris de Raixí.
Rep el nom de tosafista una sèrie de rabins jueus de l'edat mitjana, que es van caracteritzar per una meticulosa anàlisi de cada full de la Guemarà (Talmud). Reben aquest nom per ser agregats als comentaris anteriors de rabins com el rabí Shlomo Yitzhaki també conegut com a Raixí. Els primers a rebre aquest nom van ser els nets del mateix Raixí, que es calcula que van habitar a França i Alemanya, entre els anys 1160-1350. Entre els tosafistes més coneguts es troben Rabbenu Tam i el Raixbam, tots dos nets de Raixí. Un dels darrers Baalei HaTosafot, fou el Roix Rabenu Oixer, que va exercir durant molt temps com a rabí, en la ciutat de Barcelona, Catalunya. Els dictàmens halàjics del Roix es van constituir, juntament amb Maimònides i Rabenu Alfassi (Marroc, segle ix i segle x), en la base del Xulhan Arukh, el codi de la llei jueva (la halacà). Durant la seva època d'estudi, els tosafistes es van veure obligats diverses vegades a canviar els seus llocs de residència, ja que van patir nombroses persecucions en els seus països d'origen.